# 斯拉蒂納 (克羅地亞)
斯拉蒂納是克羅地亞的城鎮，位於該國東部，距離首府維羅維蒂察29公里，由維羅維蒂察-波德拉維納縣負責管轄，海拔高度127米，2011年人口10,152。

## 外部連結
- Slatina official web site （页面存档备份，存于）
- Slatina Tourist Board （页面存档备份，存于）
- Slatina.net - Independent City Portal （页面存档备份，存于）